# Fuerzas de Renovación
Las Fuerzas de Renovación (en francés Forces du Renouveau) es un partido político de la República Democrática del Congo. El partido fue previamente una fracción del Reagrupamiento Congoleño para la Democracia y al escindirse fue conocido como RCD-Kisangani-Movimiento para la Liberación.
Los acuerdos de paz otorgaron al partido 15 escaños en la Asamblea Nacional Transitoria y participaron en el gobierno de transición encabezado por Joseph Kabila.
El líder del partido, Antipas Mbusa Nyamwisi, quedó en undécimo lugar en las elecciones presidenciales de 2006. Consiguió 96.503 votos. Mientras, el partido obtuvo 26 diputados en la Asamblea Nacional y 7 asientos en el Senado.
- Datos: Q5467563